# Маларчук, Клинт
Клинт Маларчук (англ. Clint Malarchuk; 1 мая 1961, Гранд-Прери, Канада) — канадский хоккеист, выступавший на позиции вратаря и известный по играм за клубы НХЛ «Квебек Нордикс», «Вашингтон Кэпиталз» и «Баффало Сейбрз». После завершения карьеры игрока — хоккейный тренер.
22 марта 1989 года во время матча НХЛ между клубами «Баффало Сейбрз» и «Сент-Луис Блюз» Маларчук чуть не погиб: после столкновения игрока «Сейбрз» Уве Круппа с игроком «Блюз» Стива Таттла последний случайно порезал коньком шею Маларчука, нанеся ему опасное для жизни ранение и перерезав ярёмную вену. После случившегося на лёд выбежали врачи, которые срочно увезли Маларчука. Несмотря на огромную потерю крови, Маларчук сумел выжить, однако последствия этого ранения оказывали серьёзное психологическое воздействие на вратаря: он дважды пытался покончить с собой, однако оба раза его спасали врачи.

## Биография

### Ранние годы
Клинт Маларчук родился в 1961 году в Канаде. В юности играл за команду «Портленд Уинтер Хоукс» Западной хоккейной лиги, а став профессионалом, перешёл в НХЛ, играв в командах «Квебек Нордикс», «Вашингтон Кэпиталз» и «Баффало Сейбрз». Маларчук играл на позиции вратаря, и после ухода статистика его составила 142 победы и 130 поражений.

### Опасная травма
22 марта 1989 года «Баффало Сейбрз» принимали «Сент-Луис Блюз». Защитник «Баффало» Уве Крупп, один из самых известных немецких легионеров в НХЛ, вёл борьбу с «блюзменом» Стивом Таттлом. Стычка завершилась падением обоих на лёд, но в падении Таттл поднял ногу вверх и случайно лезвием конька попал в горло Маларчука чуть ниже вратарской маски, перерезав яремную вену. Из горла Маларчука кровь хлынула на лёд, и вратарь упал.
Игроки и судьи на поле не сразу поняли, отчего Маларчук вдруг рухнул на колени, схватившись за горло и глядя на буквально хлынувшую на лёд кровь. Зрелище было настолько жутким, что одиннадцать человек на первых рядах упали в обморок, у двоих случился сердечный приступ, а трёх хоккеистов стошнило прямо на льду. Один из судей, опомнившись, бросился к Маларчуку и попробовал оказать ему помощь, закричав, чтоб немедленно вызвали врача и вынесли носилки.
Маларчук с помощью тренера «Баффало» по физподготовке Джима Пиццутелли добрался до скамейки запасных менее чем за 40 секунд и скрылся в подтрибунном помещении. Работники арены убрали следы крови и перезаморозили лёд, позволив продолжить матч («Сент-Луис» победил 2:1). Как потом выяснилось, Пиццутелли совершил так называемое пальцевое прижатие повреждённых сосудов, вручную остановив кровотечение. Самого Маларчука срочно отправили в больницу. За всё время происходивших событий он ни разу не потерял сознание. Как он потом утверждал, у него в голове были всего две мысли: «Я умираю» и «Я должен умереть достойно». Маларчук говорил: «Я знаю, что человек, которому перерезали горло, может прожить минуты три, не больше. Всё, что я хотел в этот момент — уйти со льда. Моя мать видела матч по телевизору, и я не хотел, чтобы она увидела, как я умираю». Маларчук попросил менеджера по экипировке срочно вызвать священника и передать матери прощальные слова. Несмотря на страшную травму, вратарь всё-таки выжил. Маларчук потерял 1,5 литра крови, ему наложили более 300 швов и выписали уже через два дня из больницы.
Как выяснилось, рана была очень серьёзной, и Маларчука спасли только три фактора:
1. Если бы лезвие Таттла прошло на 3 миллиметра выше, Маларчук не успел бы добраться до раздевалки и умер бы через две минуты от потери крови[7].
2. Если бы это произошло в другом периоде, когда ворота Маларчука находились бы на противоположной стороне площадки, он не успел бы добраться даже до выхода с площадки и умер бы от потери крови[8].
3. Если бы на месте Пиццутелли оказался не такой опытный специалист, Маларчук умер бы в раздевалке. Пиццутелли, ветеран Вьетнамской войны, неоднократно сталкивался с похожими ранениями и действовал совершенно правильно, остановив кровотечение и позволив вратарю дождаться реанимобиля[9].

Уже через неделю в матче против «Квебек Нордикс» болельщики «Баффало» приветствовали Маларчука, устроив ему долговременную овацию. Тогда же НХЛ утвердила новое правило: все вратари обязаны носить защитные воротники для шеи во избежание подобных травм.

### После травмы
Врачи не рекомендовали Маларчуку продолжать выступления, но он опасался, что выпадет из ритма игры, и продолжил сезон. Однако из-за травмы его стали преследовать ночные кошмары, а он впал в депрессию. Качество его игры снизилось, а депрессия усиливалась. Боролся с ней он путём алкоголя и успокоительных средств. В итоге в середине января 1992 года Маларчук простыл и сел на больничный: 22 января в день финала Супербоула с участием «Баффало Биллс» он смешал лекарства от простуды с успокоительным и запил их пятью литрами крепкого пива. В результате он потерял сознание и был отправлен в Медицинский центр графства Эри, где у него ещё и остановилось дыхание (была констатирована клиническая смерть). Врачи всё же спасли ему жизнь. В 1992 году он покинул НХЛ и продолжил карьеру в любительском хоккее, окончательно завершив карьеру в 1997 году.

### Карьера тренера
В ИХЛ Маларчук стал тренером клубов «Лас-Вегас Тандер» и «Айдахо Стилхэдз». Позднее он был тренером вратарей во «Флорида Пантерз» в сезоне 2002/2003, а с сезона 2006/2007 перешёл в «Коламбус Блю Джекетс» на должность того же тренера вратарей. С августа 2010 года он стал консультантом в тренерском штабе клуба «Атланта Трэшерз», а с 17 июня 2011 стал тренером в «Калгари Флеймз», покинув команду через три года.

## Личная жизнь
Маларчук женат (супругу зовут Джоан), у них есть трое детей. Ныне проживает в Альберте и Неваде; в Неваде, в местечке Фиш-Спрингз у него есть ранчо, где Клинт разводит эму. В середине 2000-х годов он получил образование ветеринара. Однажды один из страусов даже украл фотоаппарат у фотографа, приехавшего на ранчо к Маларчуку.
Маларчук выступал многократно в школах с лекциями на тему психического здоровья, а также угроз получения ранений в бытовых условиях и правил оказания первой медицинской помощи. В ноябре 2014 года он выпустил автобиографию «Безумная игра» (англ. The Crazy Game).

### Попытка самоубийства
Как первоначально сообщалось, 7 октября 2008 Маларчук, работавший тренером в штабе «Коламбус Блю Джекетс», отправился на охоту на кроликов. В какой-то момент он поставил ружьё прикладом на землю, сжав его ногами, и нажал на спусковой крючок. Пуля калибра .22 пробила подбородок и вылетела через рот, но и после этого Маларчук выжил.
10 октября 2008 расследование полиции постановило, что это была попытка суицида, вызванная, возможно, какими-то предыдущими событиями в жизни. Переживания супруги Маларчука, Джоан, были настолько сильны, что она даже опасалась, что муж мог повторить подобное и нарваться на пулю от полицейских. В конце концов ему назначили лечение в Региональном медицинском центре Рено, который он покинул через неделю. Ещё полгода он лечился от алкоголизма и посттравматического расстройства, прежде чем продолжить выполнять свои тренерские обязанности. Сначала Маларчук утверждал, что не знал, что ружьё заряжено, но в 2012 году сознался, что это была попытка суицида. Доктора пришли к выводу, что вызвано событие было именно тем кровавым инцидентом на льду в 1989 году. Сама супруга отрицает, что муж злоупотреблял алкоголем.
В 2018 году в колонке на The Player’s Tribune Маларчук заявил, что попытка самоубийства произошла возле дома после того, как он выпил более двадцати банок пива.